# 周琦 (篮球运动员)
周琦（1996年1月16日—），中国篮球运动员，主要擔任中鋒，现效力于中国男子篮球职业联赛北京鸭。
周琦出生於中國河南，因在2011年土耳其U16男子青年篮球邀请赛中有出色表现而一鸣惊人，被球迷昵称為「大魔王」，於2016年NBA选秀大會中被休士頓火箭以次輪第四十三順位选中，成为继王治郅、孟克·巴特尔、姚明、薛玉洋（NBA选秀，但未能在美国亮相）、易建联、孙悦後成功進入NBA的中国籍篮球运动员。

## 早期经历
周琦父亲周建伟是一名业余篮球运动员，身高1.96米，周琦的母亲身高1.82米。2009年周琦来到辽宁省阜新篮球学校练习打篮球，当时13岁的他身高就有2.05米。在阜新篮球学校校队，他司职大前锋。
2011年2月，周琦随中国男篮U16青年队参加土耳其U16男子青年篮球邀请赛，此时的他已长高至2.15米，在球队中司职中锋。2月12日，半决赛对德国队中，中国队在一度落后十多分的情况下奋起反击，最终经过三个加时的鏖战，以94：90取胜，周琦在比赛中拿下41分28板15封盖的大号“三双”数据，并造成对方4个内线球员犯满离场。2月13日，中国队决赛迎战东道主土耳其队，周琦在比赛中展现了绝对的统治力，球队也一路领先，虽然第四节土耳其队一度追上比分，但中国队依然以67：66击败对手夺冠，而周琦也拿下30分17板8封盖的数据。在此次邀请赛上的完美表现，也让周琦受到诸多赞誉，亚篮联官网认为他会是中国篮球下一个伟大的中锋。
2011年亚洲U16男子青年篮球锦标赛，周琦率领中国队以场均胜出对手45.4分的绝对优势获得冠军，他在决赛中还拿下43分19板12封盖的惊人数据。2011年12月5日-9日，周琦率领阵容不齐的中国青年队在澳大利亚中学生锦标赛中取得4胜2负的成绩，获得亚军，两次输球均是败给悉尼男孩高中队。
2012年4月，德国曼海姆，阿尔贝特-施魏策尔锦标赛（U18小世青赛），周绮率领中国队3胜3负获得第11名，场均上场28.8分钟，能取下16.2分、篮板7.8个、2.4次助攻、1.2次抢断、4.2次封盖、效率值22.4。其中封盖和效率值均居榜首。2012年世界U17男子青年篮球锦标赛，周琦率领中国队4胜4负，获得第七名，均得到14分10.1个篮板4次盖帽，其中篮板和盖帽都是本届赛事第一名。8月，周琦跳级参加2012年亚洲U18青年篮球锦标赛，但限于身体瘦弱，并没有得到太多的表现机会。
2013年世界U19男子青年篮球锦标赛，周琦率队历史性杀进前八，击败了俄罗斯、澳大利亚等多支强队最终获得第七名。9月，在第十二届全运会上，率领辽宁青年男篮夺取男子篮球青年组冠军。

## 職業生涯

### 新疆廣匯飛虎（2014−2017）
2014年1月2日，辽宁省体育局证实，周琦已从辽宁转会至新疆，将代表新疆男篮参加下赛季CBA联赛。
2014年2月，周琦首次入围国家队大名单，之后入选国奥队参加了2014年男篮亚洲杯，获得第四名。8月入选国青队，参加男篮亚青赛，帮助中国队实现三连冠。
2015年10月，帮助中国国家篮球队获得第二十八届亞洲籃球錦標賽冠军。周琦表现优异，入选赛会最佳阵容。
2017年4月，周琦效力的新疆喀什古城队最终以4:0战胜广东东莞银行队夺得2016-17年中国男子篮球职业联赛总冠军，这是新疆队首次CBA夺冠，成为CBA历史上第六支总冠军球队。
2017年5月4日，国家体育总局公布的《2017年优秀运动员免试入学推荐名单及信息公示》中，周琦的名字赫然在列。2017年8月3日，正在美国与火箭会合特训的周琦，收到了上海交通大学的录取通知书，周琦被该校安泰经济与管理学院经济学类国际经济与贸易专业正式录取，9月10日参加了上海交大的开学典礼。
2017年9月，在第十三届全国运动会男篮赛事上，周琦所在的辽宁队最终战胜新疆队首次在全运会上夺冠。
2018年9月1日，周琦在雅加達亞運會決賽中砍下15分11籃板2助攻4蓋帽，率領中國男籃紅隊以84比72擊敗伊朗，奪得亞運會冠軍。此時，周琦已經達成亞洲全滿貫(兩次亞青賽U16、U18、CBA青年联赛、 全运会青年赛、亚锦赛、CBA、全运会、亚运会冠軍)的驚人壯舉，亦同時成為中國籃球史上生涯冠軍數最多的的球員(土耳其邀請賽冠軍加上上述冠軍合共11個冠軍)。

### 休士頓火箭（2017−2018）
2016年4月，他宣布将参加2016年NBA选秀大会。美国当地时间2016年6月23日进行的NBA选秀大会上，周琦在次轮第43顺位被休斯敦火箭选中。跟原本預測的首輪13順位和首輪23順位落差極大，這事令周琦一度陷入失意和迷茫，导致了他接下来在里约奥运会等赛事上也没有发挥出好的表现。
2016年10月，来华的火箭队的体能教练吉米为周琦制定了详尽的训练计划。
2017年7月，休斯顿火箭队公布了其夏季联赛名单，其中周琦身披9号战袍。另据休斯顿当地报纸报道称：周琦与休斯顿火箭队签订了一份为期4年557万美元的底薪合同。他在NBA夏季联赛中首秀。
2017年10月21日，火箭对上達拉斯獨行俠。周琦迎来常规赛首秀，登场7分钟，攻下3籃板1阻攻。2017年11月2日，周琦职业生涯首次得分。在他的新秀賽季期間，多次被下放至NBA發展聯盟的里奧格蘭德山谷毒蛇。
2018年7月，周琦第二次參加夏季聯賽，在四場比賽中分別交出10分5籃板、9分6籃板4封蓋、12分8籃板1助攻5封蓋以及17分7籃板1助攻4封蓋的亮眼成績，場均兩分命中率超過80%，三分命中率亦超過50%。夏聯期間亦有網友拍攝到周琦正在拉斯維加斯當地某場館內接受加內特的訓練。
2018年12月18日，根據雅虎體育NBA記者Shams Charania報導，休士頓火箭已經將中國球員周琦給裁掉，而之後火箭總管達雷爾·莫雷也透過官方社交媒體確認了此事。

### 回归新疆广汇飞虎（2019-2021）
2019年8月14日，周琦发布视频宣布回归新疆队，双方签约2年，合同在2021年7月31日到期。
2021年7月起，周琦与新疆广汇男篮俱乐部因合同争议产生分歧。新疆广汇方面称，周琦的合同于2021年7月31日到期，俱乐部按流程于6月25日向周琦方递交D类续约合同，同时向CBA联盟完成备案，这意味着周琦只能继续和新疆广汇签约。但周琦方面認為自己已經是自由身，於是周琦拒絕與新疆廣匯續签，也没有归队。周琦向CBA公司提出上诉、申请仲裁，不過CBA方面不支持周琦的调解请求。
2021年8月24日，中国篮协收到了周琦就与新疆广汇篮球俱乐部有限公司球员合同争议提交的仲裁申请书，并已开始调查和了解有关情况。随后，8月29日早间，周琦在个人社交媒体宣布退出2021-2022赛季CBA联赛。
2023年2月17日，中国篮协发布公告，表示周琦能以自由身身份加盟其他CBA俱乐部。

### 东南墨尔本凤凰（2021-2022）
2021年9月8日，周琦以为期两年合同加盟澳大利亚国家篮球联赛（NBL）东南墨尔本凤凰。
2022年9月27日，周琦確定以一年合約重返東南墨爾本鳳凰。12月19日，東南墨爾本鳳凰宣布周琦因家庭因素返回中國。

## 特点
从2011年土耳其邀请赛上看，周琦的基本功比较好，虽然身高有2米1以上，但运球技术不亚于一些小前锋，手感柔和，面框攻击能力较为出色，敢于对抗并博取罚球。防守上，移动速度很快，协防、封盖能力突出。但篮板意识和力量仍然不足。
2012年4月，德国曼海姆阿尔贝特-施魏策尔锦标赛上，EuropeanProspects网站球探报告对周琦的评价：周琦在有限的出场时间内表现了惊人的潜力，他的身体很瘦弱，没有发育成熟。投篮技术和后卫一样出色，能在中距离接球就投或者自己运球投篮，但由于欠缺爆发力，很少直接攻击篮筐而是采取技术终结进攻。防守上篮板和盖帽都十分出色。弱点主要在于左手得分能力和防守意识。鉴于他比这里其他球员小两岁，是这届比赛总体上最有前途的新星。
周琦擁有極強的運動能力和防守，可以從1號位防到5號位，其中封蓋是他的拿手好戲，他甚至能迎面搶斷持球突破中的後衛，這種能力在所有7尺大個中是絕無僅有的；周琦的進攻天賦亦非常高，只是因為身體對抗不足而無法在成人賽中展示出來，但是在對抗較弱的青年賽中，不論是變向突破、面框進攻還是背身單打都是周琦最擅長的進攻手段。

## 个人生活
2018年9月17日，周琦與相識6年的女友空姐王欣怡結婚。2021年下半年，周琦前往上海交通大學學習。

## 職業生涯數據

### NBA例行賽數據統計
| 2017–18  | HOU      | 18 | 0 | 6.9 | 18.8  | 10.5 | 66.7 | 1.2 | 0.1 | 0.1 | 0.8 | 0.6 | 0.8 | 1.2 |
| 2018–19  | HOU      | 1  | 0 | 1.0 | 100.0 | 0.0  | 0.0  | 0.0 | 0.0 | 0.0 | 0.0 | 0.0 | 0.0 | 2.0 |
| 職業生涯 | 職業生涯 | 19 | 0 | 6.9 | 18.8  | 10.5 | 66.7 | 1.2 | 0.1 | 0.1 | 0.7 | 0.5 | 0.7 | 1.3 |

### NBA季後賽數據統計
| 2017–18  | HOU      | 3 | 0 | 2.0 | 100.0 | … | … | 0.3 | 0.0 | 0.0 | 0.0 | 0.0 | 0.0 | 0.7 |
| 職業生涯 | 職業生涯 | 3 | 0 | 2.0 | 100.0 | … | … | 0.3 | 0.0 | 0.0 | 0.0 | 0.0 | 0.0 | 0.7 |

## 外部連結
- 周琦在fiba.basketball（英语）
- 周琦在archive.fiba.com（存檔）（英语）
- 周琦在NBA官網（英语）
- 周琦在NBA G聯盟官網（英语）
- 周琦在中国男子篮球职业联赛官網
- 周琦在Basketball-Reference.com（NBA）（英语）
- 周琦在Basketball-Reference.com（NBA G聯盟）（英语）
- 周琦在Basketball-Reference.com（國際）（英语）
- 周琦在ESPN（NBA）（英语）
- 周琦在Eurobasket.com（球員）（英语）
- 周琦在Proballers（英语）
- 周琦在RealGM（球員）（英语）
- 周琦在中国篮球数据库
- 周琦在Olympics.com（英语）
- 周琦在Olympedia（英语）
- 周琦在Chinese Olympic Committee (archived)（英语）
- 周琦的X（前Twitter）
- 周琦的新浪微博
- 周琦的Instagram帳戶
- 官方网站